# Плей-оф чемпіонату України з футболу 2023
Плей-оф Чемпіонату України з футболу сезону 2022-23 відбулися на початку червня 2023 року. У кожній лізі матчі раунду плей-оф грали у два кола. У перехідних матчах за право виступати в Прем'єр-лізі між собою змагатимуться команди, що посіли 13-е і 14-е місця в Прем'єр Лізі і 3-є і 4-е місця у Першій лізі. У перехідних матчах за право виступати у Першій лізі між собою змагатимуться команди, що посіли 7-е місце у Першій лізі та 2-е місце у Другій лізі.

## Перехідні матчі за право виступати в Прем'єр-лізі

### Положення у чемпіонатах
| Положення у чемпіонаті - Прем'єр ліга | Положення у чемпіонаті - Прем'єр ліга | Положення у чемпіонаті - Прем'єр ліга | Положення у чемпіонаті - Прем'єр ліга | Положення у чемпіонаті - Прем'єр ліга | Положення у чемпіонаті - Прем'єр ліга | Положення у чемпіонаті - Прем'єр ліга | Положення у чемпіонаті - Прем'єр ліга | Положення у чемпіонаті - Прем'єр ліга | Положення у чемпіонаті - Прем'єр ліга |
| Поз.                                  | Команда                               | І                                     | В                                     | Н                                     | П                                     | ГЗ                                    | ГП                                    | РГ                                    | О                                     |
| ------------------------------------- | ------------------------------------- | ------------------------------------- | ------------------------------------- | ------------------------------------- | ------------------------------------- | ------------------------------------- | ------------------------------------- | ------------------------------------- | ------------------------------------- |
| 11                                    | «Рух»                                 | 30                                    | 7                                     | 11                                    | 12                                    | 31                                    | 37                                    | -6                                    | 32                                    |
| 12                                    | «Металіст 1925»                       | 30                                    | 6                                     | 14                                    | 10                                    | 23                                    | 42                                    | -19                                   | 32                                    |
| 13                                    | «Верес»                               | 30                                    | 8                                     | 7                                     | 15                                    | 35                                    | 45                                    | -10                                   | 31                                    |
| 14                                    | «Інгулець»                            | 30                                    | 8                                     | 7                                     | 15                                    | 22                                    | 34                                    | -12                                   | 31                                    |

| Положення у чемпіонаті - Перша ліга | Положення у чемпіонаті - Перша ліга | Положення у чемпіонаті - Перша ліга | Положення у чемпіонаті - Перша ліга | Положення у чемпіонаті - Перша ліга | Положення у чемпіонаті - Перша ліга | Положення у чемпіонаті - Перша ліга | Положення у чемпіонаті - Перша ліга | Положення у чемпіонаті - Перша ліга | Положення у чемпіонаті - Перша ліга |
| Поз.                                | Команда                             | І                                   | В                                   | Н                                   | П                                   | ГЗ                                  | ГП                                  | РГ                                  | О                                   |
| ----------------------------------- | ----------------------------------- | ----------------------------------- | ----------------------------------- | ----------------------------------- | ----------------------------------- | ----------------------------------- | ----------------------------------- | ----------------------------------- | ----------------------------------- |
| 1                                   | «Полісся»                           | 14                                  | 10                                  | 2                                   | 2                                   | 25                                  | 9                                   | +16                                 | 32                                  |
| 2                                   | «Оболонь»                           | 14                                  | 8                                   | 5                                   | 1                                   | 19                                  | 8                                   | +11                                 | 29                                  |
| 3                                   | «ЛНЗ»                               | 14                                  | 6                                   | 4                                   | 4                                   | 19                                  | 12                                  | +7                                  | 22                                  |
| 4                                   | МФК «Металург»                      | 14                                  | 6                                   | 3                                   | 5                                   | 18                                  | 16                                  | +2                                  | 21                                  |

### Перше коло
| 10 червня 2023 17:00 (UTC+3) |

| «Інгулець»     | 1–1      | «ЛНЗ»               |
| -------------- | -------- | ------------------- |
| - Клименко 46' | Протокол | - Тищенко 57' пен.) |

| «Інгулець», Петрове Глядачів: 0 Арбітр: Віталій Романов (Дніпро) |

| 10 червня 2023 |

| МФК «Металург» | 1–0      | «Верес» |
| -------------- | -------- | ------- |
| - Сад 29'      | Протокол |         |

| «Медик», Моршин Глядачів: 0 Арбітр: Юрій Іванов (Макіївка) |

### Друге коло
| 14 червня 2023 |

| «ЛНЗ»                        | 2–1      | «Інгулець» |
| ---------------------------- | -------- | ---------- |
| Савін 17' Коробенко 30' (аг) | Протокол | Сітало 51' |

| «Черкаси-Арена» Глядачів: 0 |

| 14 червня 2023 |

| «Верес»                                                            | 6–1      | МФК «Металург»  |
| ------------------------------------------------------------------ | -------- | --------------- |
| Крапивний 16' (аг) Балан 23', 66' Гагун 29' Пасіч 82' Гайдучик 89' | Протокол | Могильний 90+1' |

| «Авангард», Рівне Глядачів: 0 |

## Перехідні матчі за право виступати у Першій лізі

### Положення у чемпіонатах
| Положення у чемпіонаті - Перша ліга | Положення у чемпіонаті - Перша ліга | Положення у чемпіонаті - Перша ліга | Положення у чемпіонаті - Перша ліга | Положення у чемпіонаті - Перша ліга | Положення у чемпіонаті - Перша ліга | Положення у чемпіонаті - Перша ліга | Положення у чемпіонаті - Перша ліга | Положення у чемпіонаті - Перша ліга | Положення у чемпіонаті - Перша ліга |
| Поз.                                | Команда                             | І                                   | В                                   | Н                                   | П                                   | ГЗ                                  | ГП                                  | РГ                                  | О                                   |
| ----------------------------------- | ----------------------------------- | ----------------------------------- | ----------------------------------- | ----------------------------------- | ----------------------------------- | ----------------------------------- | ----------------------------------- | ----------------------------------- | ----------------------------------- |
| 5                                   | «Чернігів-ШВСМ»                     | 14                                  | 5                                   | 4                                   | 5                                   | 15                                  | 16                                  | -1                                  | 19                                  |
| 6                                   | СК «Полтава»                        | 14                                  | 4                                   | 4                                   | 6                                   | 16                                  | 22                                  | -6                                  | 16                                  |
| 7                                   | ФСК «Маріуполь»                     | 14                                  | 3                                   | 3                                   | 8                                   | 18                                  | 23                                  | -5                                  | 12                                  |
| 8                                   | «Гірник-Спорт»                      | 14                                  | 2                                   | 5                                   | 7                                   | 12                                  | 22                                  | -10                                 | 11                                  |

| Положення у чемпіонаті - Друга ліга | Положення у чемпіонаті - Друга ліга | Положення у чемпіонаті - Друга ліга | Положення у чемпіонаті - Друга ліга | Положення у чемпіонаті - Друга ліга | Положення у чемпіонаті - Друга ліга | Положення у чемпіонаті - Друга ліга | Положення у чемпіонаті - Друга ліга | Положення у чемпіонаті - Друга ліга | Положення у чемпіонаті - Друга ліга |
| Поз.                                | Команда                             | І                                   | В                                   | Н                                   | П                                   | ГЗ                                  | ГП                                  | РГ                                  | О                                   |
| ----------------------------------- | ----------------------------------- | ----------------------------------- | ----------------------------------- | ----------------------------------- | ----------------------------------- | ----------------------------------- | ----------------------------------- | ----------------------------------- | ----------------------------------- |
| 1                                   | «Нива» Б                            | 18                                  | 13                                  | 3                                   | 2                                   | 36                                  | 8                                   | +28                                 | 42                                  |
| 2                                   | ФК «Хуст»                           | 18                                  | 10                                  | 5                                   | 3                                   | 32                                  | 15                                  | +17                                 | 35                                  |
| 3                                   | «Чайка»                             | 18                                  | 10                                  | 5                                   | 3                                   | 33                                  | 20                                  | +13                                 | 35                                  |
| 4                                   | «Нива» В                            | 18                                  | 10                                  | 5                                   | 3                                   | 29                                  | 16                                  | +13                                 | 35                                  |

### Перше коло
| 3 червня 2023 14:00 (UTC+2) |

| ФК «Хуст»       | 1–1      | ФСК «Маріуполь»  |
| --------------- | -------- | ---------------- |
| - Приходько 70' | Протокол | - Михайленко 80' |

| «Карпати», Хуст Глядачів: 0 |

### Друге коло
| 10 червня 2023 15:00 (UTC+2) |

| ФСК «Маріуполь» | 0–1      | ФК «Хуст»     |
| --------------- | -------- | ------------- |
|                 | Протокол | - Мердєєв 53' |

| «Колос», Бориспіль Глядачів: 0 |